# Изпълнителен лист
Изпълнителният лист е писмена заповед на съда за принудително изпълняване на съдебно решение или на друг, определен от закона акт. 
Представлява официален документ, издаден от съда, с който се удостоверява, че посоченият в него кредитор може да иска принудително изпълнение на посоченото изпълняемо право (притезание) срещу посочения длъжник. Едновременно с това се разпорежда на съдебен изпълнител (държавен или частен) да предприеме изпълнителни действия, поискани от кредитора.

## Уредба
Производството по издаване на изпълнителен лист е уредено в членове 405 – 425 от Гражданския процесуален кодекс (Обн., ДВ, бр. 59 от 20.07.2007 г., в сила от 1.03.2008 г.); в предходен ГПК (Обн. 1952 г.) – от чл. 237 до чл. 255.

## Начало на производството
Изпълнителен лист се издава по писмена молба въз основа на някой от посочените в закона актове.

## Първообраз, препис и дубликат на изпълнителен лист
Изпълнителният лист се издава в един екземпляр, подписан от съдия от съответния съд.
Ако първообразният изпълнителен лист бъде изгубен или унищожен, съдът, който го е издал, по писмена молба на молителя издава дубликат от него въз основа на акта, по който е издаден първообразът.
Не могат да се издават нотариални преписи на изпълнителен лист.

## Заповед за изпълнение въз основа на документ
Заявителят може да поиска издаване на заповед за изпълнение и когато вземането, независимо от неговата цена, се основава на: акт на административен орган; нотариален акт, спогодба или друг договор, с нотариална заверка на подписите относно съдържащите се в тях задължения за заплащане на парични суми или други заместими вещи, както и задължения за предаване на определени вещи; документ или извлечение от счетоводни книги, с които се установяват вземания на държавните учреждения, и общините, или извлечение от счетоводните книги на банка; извлечение от регистъра на особените залози за вписано обезпечение и за започване на изпълнението – относно предаването на заложени вещи; извлечение от регистъра на особените залози за вписан договор за продажба със запазване на собствеността до изплащане на цената или договор за лизинг – относно връщането на продадени или отдадени на лизинг вещи; договор за залог или ипотечен акт по чл. 160 и чл. 173, ал. 3 от Закона за задълженията и договорите; други.

## Незабавно изпълнение
Когато със заявлението до съда е представен документ по Заповед за изпълнение въз основа на документ, например нотариален акт, спогодба или друг договор, с нотариална заверка, на който се основава вземането, кредиторът може да поиска от съда да постанови незабавно изпълнение и да издаде изпълнителен лист.

## В книжовния език
| „ | Паскалев не изплащаше полиците и Популярната банка беше извадила изпълнителни листове за тях. – Ал. Спасов, С, 78. | “ |